# 蔣勤勤
蔣 勤勤（ジアン・チンチン、Jiang Qinqin、1975年9月3日 - ）は、中華人民共和国重慶出身の女優。身長は166cm、体重48kg、血液型O型。一時期、芸名を水霊（シュイリン）と名乗っていた。

## 経歴
北京電影学院を卒業後、テレビドラマを中心に活動。
2005年には資生堂の化粧品のイメージキャラクターに選ばれた。
2006年春、かねて交際が噂されていた俳優の陳建斌と極秘結婚し、2007年1月に男児出産。

## 出演作品

### 映画
- 新大小不良（1994年）
- 鉄血傳奇（1995年）
- 減肥旅行団（1997年）
- 英雄鄭成功（日本語題：『国姓爺合戦』、2000年）
- 七夜（2004年）
- 姐姐詞典（2004年）
- 一个勺子（日本語題：『厄病神』、2015年）2016東京・中国映画週間で上映
- 草木人间（日本語題：『西湖畔に生きる』、2023年）第36回東京国際映画祭コンペティション部門出品。

### テレビドラマ
- 媚態観音（1992年）
- 西施（1996年）
- 東周列国春秋篇（日本語題：東周列国 春秋篇、1998年）
- 滬上艶妓（1998年）
- 蒼天有泪（1998年）
- 京都神探（1998年）
- 康熙微服私訪記之八宝粥記（1999年）
- 流氓太子（1999年）
- 神医華陀（1999年）
- 白髪魔女（日本語題：白髪魔女伝〜美しき復讐鬼〜、1999年）
- 達摩祖師（1999年）
- 神探科藍（2000年）
- 臥虎蔵龍（日本語題：グリーン・デスティニー 電視版、2000年）
- 青河絶恋（2000年）
- 王中王（2001年）
- 射鵰英雄伝（日本語題：射鵰英雄伝、2002年）
- 風雲雄覇天下（日本語題： 風雲シリーズ 風雲 I〜V 及び 続・風雲 I〜IV、2002年）
- 半生縁（2002年）
- 風雲争覇（2002年）
- 四大名捕（2002年）
- 環珠格格三之天上人間（2002年）
- 末代皇妃（日本語題：末代皇妃 -紫禁城の落日-、2003年）
- 耳光響亮（日本語題：それでも今を生きる、2004年）
- 大漢巾幗（2004年）
- 香粉世家（2004年）
- 喬家大院（2005年）
- 如果月亮有眼睛（2005年）
- 九州・海上牧雲記（日本語題：海上牧雲記 〜3つの予言と王朝の謎、2017年）
- 当家主母（日本語題：清越坊の女たち 〜当家主母〜、2020年）